# Sör-Nätingtjärnen
Sör-Nätingtjärnen är en sjö i Umeå kommun i Västerbotten och ingår i Umeälven-Hörnåns kustområde.